# Marietta (Georgia)
Marietta es una ciudad ubicada en el condado de Cobb en el estado estadounidense de Georgia. En el censo de 2020 su población era de 60,972 habitantes y una densidad poblacional de 1,003.80 personas por km².

## Demografía
En el 2000 la renta per cápita promedia del hogar era de $40,645, y el ingreso promedio para una familia era de $47,340. El ingreso per cápita para la localidad era de $23,409. Los hombres tenían un ingreso per cápita de $31,186 contra $30,027 para las mujeres.

## Geografía
Según la Oficina del Censo, la localidad tiene un área total de 22 km² (8,5 mi²), de la cual 21,9 km² (8,5 mi²) es tierra y 0,1 km² (0 mi²) (0.40%) es agua.

## Economía
Kool Smiles tiene su sede, el Centro de Apoyo al Paciente Kool Smiles, en Marietta.